# Jagdstaffel 39

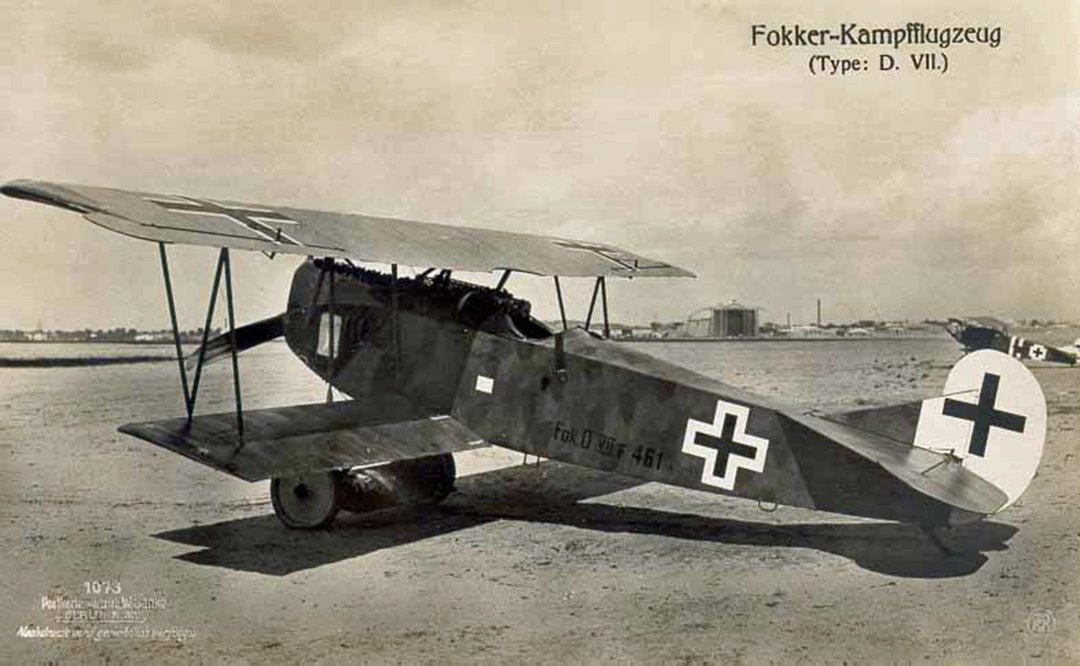
Fokker D.VII – podstawowy samolot Jasta 39.

Jagdstaffel 39 – Königlich Preußische Jagdstaffel Nr. 39 – Jasta 39 – jednostka lotnictwa niemieckiego Luftstreitkräfte z okresu I wojny światowej.

## Informacje ogólne
Jednostka została utworzona w 30 czerwca 1917 roku we Fliegerersatz Abteilung Nr. 5. Organizację eskadry powierzono porucznikowi Karla Augusta Rabena przybyłemu z eskadry myśliwskiej Jasta 36. 2 sierpnia jednostka osiągnęła gotowość bojową i została skierowana na lotnisko Ensisheim. Jednostka rozpoczęła działania bojowe pod dowództwem Armee-Abteilung „B” od 15 sierpnia do 15 września 1917 roku. Następnie została przeniesiona na front włoski. W marcu 1918 roku jednostka powróciła na front zachodni i operowała na terytorium Francji do końca wojny.
Eskadra walczyła przede wszystkim na samolotach Fokker D.VII. Odniosła 68 potwierdzonych zwycięstw powietrznych, w tym 14 balonów obserwacyjnych. Straty jednostki wynosiły 7 zabitych, 5 rannych, 1 w niewoli i 1 zabity w wypadku lotniczym. W czasie działania na froncie włoskim odniosła 41 zwycięstw.
Przez jej skład przeszły następujące asy myśliwskie: Hans Nülle (11), Wilhelm Hippert (5), Wilhelm Sommer (5), Ludwig Gaim (5), Bernhard Ultsch (5), Reinhold Jörke (4), Werner Wagener (3) i Gustav Frädrich.

## Dowódcy Eskadry
| Stopień      | Nazwisko               | Okres                   |
| ------------ | ---------------------- | ----------------------- |
| Porucznik    | Karl August Raben      | 30.06.1917 – 17.11.1917 |
| Podporucznik | Franz von Kerssenbrock | 17.11.1917 – 4.12.1917  |
| Porucznik    | Josef Loeser           | 4.12.1917 – 4.04.1918   |
| Podporucznik | Johann Hersselink      | 4.04.1918 – 11.11.1918  |